# Howard Curtis
T. Howard Curtis III (* um 1953 in Williamsburg) ist ein amerikanischer Jazzmusiker (Schlagzeug, Perkussion), der ab 2006 in Graz als Hochschullehrer tätig war.

## Leben und Wirken
Curtis lernte auf der Musikschule zunächst Saxophon, wechselte aber rasch zum Schlagzeug. Schon früh kam es zu ersten Auftritten.
Curtis arbeitete mit Musikern wie Frank Foster, Kurt Elling, Mulgrew Miller, Marc Copland, Clark Terry, Drew Gress, John Abercrombie, Eddie Gomez, Charlie Haden, Johannes Enders, Warren Smith, Joe Chambers, später in Österreich auch mit Karl Ratzer, Paul Zauner, Daniel Nösig/Jure Pukl und Barbara Bruckmüller. In Nordamerika und in Europa ist er auf Jazz- und anderen Musikfestivals aufgetreten, darunter in Frankreich, Deutschland, Großbritannien, Österreich, Slowenien, der Schweiz und Russland. Er ist auch auf Alben von Dave Liebman, Gary Thomas, John D’Earth, George Colligan, Emre Katari und Helga Søsted zu hören.
Curtis lehrte zunächst ab 1983 Perkussion und Schlagzeug an der Hampton University, dann an der University of Richmond, der Virginia Commonwealth University und dem Peabody Institute in Baltimore. Zwischen 2006 und 2021 wirkte er als ordentlicher Professor an der Kunstuniversität Graz.

## Diskographische Hinweise
- Katja Cruz & Howard Curtis: Lightning & Thunder (Improvisations About The Elements) (ein_klang records 2012)
- Katja Cruz / Andrea Massaria / Howard Curtis: Duineser Elegien / Elegie Duinesi / Duino Elegies (ein_klang records 2015)
- Acher / Enders / Oestreicher / Curtis: Brookland Suite (Yellowbird 2017)
- Johannes Enders, Jean-Paul Brodbeck, Phil Donkin, Howard Curtis: Endorphin (Yellowbird 2017)